# Махабодхи
Храмът Махабодхи (буквално от санскрит: Храм на Великото Пробуждане) е будистки храм в Бодх Гая, Индия на мястото, където се смята, че историческият Буда Шакямуни е получил своето просветление.
Бодх Гая се намира в областта Гая на около 100 км от Патна в щата Бихар. От западната страна на храма се намира Дървото Бодхи. В Пали канона мястото е наречено Бодхиманда и съответно манастирът се нарича Бодхиманда Вихара. Най-високата кула, изградена в Дравидски архитектурен стил, се издига на 55 м. височина.

## Легенди за мястото на храма
Мястото на Дървото Бодхи в Бодх Гая според коментарни будистки текстове е едно за всички Буди Според Джатаките то представлява пъпа на света и никое друго място не може да понесе тежестта на постижението на един Буда.
Будистката традиция твърди, че когато светът завърши своето съществувание в края на съответната космическа епоха или калпа, тогава Бодхиманда ще бъде последното място, което ще изчезне, и след това ще бъде първото място, което ще се появи, когато светът отново възникне. Също се казва, че на мястото ще се появи лотос и ако през съответната епоха се родят Буди, то той ще разцъфти в съответствие с броя на Будите, които ще се появят Според легендата дървото Бодхи е поникнало в деня на раждането на Буда. .

## История

### Възход на будизма
Според традицията младият принц Сидхарта Гаутама след 29 години, преживени в разкоша на бащиния си дворец, се среща със страданието и осъзнава, че то обхваща живота на всички същества. Решен да открие края на страданието за другите и за самия себе си, той напуска двореца и след шест години на търсене и учене сяда на брега на река Фалгу под дървото, известно до днес като Дървото Бодхи. След шест денонощия той постига просветление, а по-късно храмът Махабодхи е построен, за да отбележи това място.

### Изграждане
Около 250 г. пр.н.е. или приблизително 200 години след просветлението на Буда император Ашока посещава Бодх Гая с намерението да построи манастир или храм. Като част от храма той издига диамантения трон (Ваджрасана), отбелязващ точното място на просветлението на Буда. Ашока се смята за основател на храма Махабодхи. Сегашният храм води началото си от 5-и или 6-и в.

### Упадък
Упадъкът на будизма в Индия започва с упадъка на династиите, които го покровителстват, започвайки с Ефталитите, наричани още „Белите хуни“, които унищожават държавата на Гупта. Следват ранните арабски нашествия на Мохамед бин Касим. След това идва мощно възраждане между 8-и до 12 век по време на империята Пала на североизток, където се намира храмът. Махаяна будизмът процъфтява под тяхното крило. След като индуистката династия Сена разбива Пала, позицията на будизма в Индия запада и той почти изчезва. През 12 век в Бодх Гая и региона нахлуват армиите на тюркски мюсюлмански племена, а Махабодхи е изоставен и занемарен. През следващите векове основни собственици на околните земи стават махантите и те претендират също и за собствеността върху земите на самия храм.

### Възстановяване
През 1880-те години индийското правителство предприема възстановяването на храма Махабодхи под ръководството на сър Александър Кънингам. През 1891 г. будисткият лидер Анагарика Дхармапала започва кампания за връщането на контрола върху храма на будистите, въпреки възраженията на висшите хиндуистки свещеници. Кампанията постига частичен успех през 1949 г., когато контролът преминава от хинду-махантите към властите на щата Бихар, които от своя страна учредяват комисия за управление на храма. По закон обаче мнозинството в тази комисия, включително председателят, трябвало да са индуисти.

## Архитектура
Храмът Махабодхи е изграден от тухли и е сред най-старите тухлени структури, оцелели в Източна Индия. Той се смята за блестящ пример на индийското строителство и оказва силно влияние в развитието на по-късните строителни традиции. Според документите на ЮНЕСКО „настоящият храм е една от най-ранните и най-внушителни структури, построени изцяло от тухли от времето на империята Гупта“.
Централната кула на храма, издигаща се на 55 метра, е заобиколена от 4 по-малки кули, издържани в същия архитектурен стил.